# Brestač
Brestač (sr. - Брестач) je selo u općini Pećinci, u srijemskom okrugu u Vojvodini, Srbija.
 Prema popisu iz 2002. bilo je 1066 stanovnika (prema popisu iz 1991. bilo je 1031 stanovnika).

## Stanovništvo
U Brestaču živi 821 punoljetni stanovnik, a prosječna starost stanovništva iznosi 38,6 godina (36,8 kod muškaraca i 40,4 kod žena). U naselju ima 308 domaćinstava, a prosječan broj članova po domaćinstvu je 3,46.
Ovo naselje je velikim dijelom naseljeno Srbima, dok ima i Hrvata, Roma, Makedonaca, ali u manjem broju.